# Эрландссон, Тим
Тим Андерс Юниор Эрландссон (швед. Tim Anders Junior Erlandsson; 25 декабря 1996, Хальмстад) — шведский футболист, вратарь клуба «Фалькенберг».

## Карьера

### Клубная карьера
Воспитанник клуба «Хальмстад» из своего родного города. В 2014 году перешёл на правах аренды в «Ноттингем Форест», а в июне 2015 года подписал с английским клубом полноценный трёхлетний контракт.
В «Ноттингеме» выступал только за молодёжную команду. В ноябре 2016 года был отдан в краткосрочную аренду в «Барроу», сыграл два матча в национальной конференции и три игры в кубковых турнирах. В 2017 году отдан в годичную аренду в клуб высшего дивизиона Швеции «АФК Эскильстуна». Дебютировал в шведской команде 2 апреля 2017 года в матче против «ГИФ Сундсвалль».

### Карьера в сборной
Выступал за сборные Швеции младших возрастов. В 2013 году стал бронзовым призёром юношеского чемпионата мира, но на турнире был запасным вратарём и ни разу не вышел на поле. В 2016 году в составе сборной Швеции участвовал в Олимпиаде в Рио-де-Жанейро, но также во всех матчах оставался в запасе. В 2017 году участвовал в финальном турнире молодёжного чемпионата Европы.
В 2017 году вызывался в состав национальной сборной Швеции, но пока на поле не выходил.